# Muskegon Heights
Muskegon Heights – miasto w Stanach Zjednoczonych, w stanie Michigan, w hrabstwie Muskegon.